# NGC 1017
NGC 1017 ist eine Spiralgalaxie vom Hubble-Typ Scd im Sternbild Walfisch südlich des Himmelsäquators. Sie ist schätzungsweise 217 Millionen Lichtjahre von der Milchstraße entfernt und hat einen Durchmesser von etwa 45.000 Lj.
Im selben Himmelsareal befinden sich u. a. die Galaxien NGC 1006, NGC 1011, NGC 1013, NGC 1045.
Entdeckt wurde das Objekt am 29. September 1886 vom US-amerikanischen Astronomen Lewis Swift.